# NGC 7221
NGC 7221 (również PGC 68235) – galaktyka spiralna z poprzeczką (SBbc), znajdująca się w gwiazdozbiorze Ryby Południowej. Odkrył ją John Herschel 27 września 1834 roku.